# Damiano Caruso
Damiano Caruso (født 12. oktober 1987) er en professionel cykelrytter fra Italien, der er på kontrakt hos Bahrain Victorious.
Han er kommet på andenpladsen i løb som Tirreno-Adriatico og Schweiz Rundt, og har desuden også fået en tredjeplads i Romandiet Rundt, samt vundet en etape i Giro d'Italia 2019. Caruso er noteret for én professionel sejr, som kom på 5. etape af 2013-udgaven af Settimana Internazionale Coppi e Bartali.